# Mörttjärnen (Laxsjö socken, Jämtland)
Mörttjärnen är en sjö i Krokoms kommun i Jämtland och ingår i Indalsälvens huvudavrinningsområde.